# Dourado (futebolista)
Antônio Dourado Cavalcanti ou simplesmente no futebol Dourado, (Nazaré da Mata, 30 de setembro de 1909 — Lajedo, 16 de abril de 2010), foi um futebolista, médico e político brasileiro. No futebol atuava como meio-campista.

## Biografia

### No Futebol
Teve atuações pelo Sport onde foi campeão do Campeonato Pernambucano de 1928. Mas o que ele mais gostava era falar para os amigos que foi o primeiro pernambucano a ser campeão brasileiro integrando a seleção da Bahia, em 1933, que venceu a seleção de São Paulo em jogo disputado no estádio da Gávea, do Flamengo, no Rio de Janeiro. Torneio realizado pela Confederação Brasileira de Desportos - CBD.
Antônio Dourado também é protagonista de um fato bastante curioso no mundo do futebol. Ao ser convocado para defender a Seleção Brasileira que estava se preparando para ir a Copa do Mundo de 1934 na Itália, simplesmente disse não. O motivo do não, foi para realizar o sonho de seu pai que queria ver o filho formado em medicina.
Privilegiado por ter vivido e jogado na mesma época de craques como Leônidas da Silva, Domingos da Guia e Arthur Friedenreich, Antônio dourado em uma entrevista dada ao dominical Esporte Espetacular - em comemoração ao seu centésimo ano de vida - respondeu ao jornalista quando foi perguntado quem foi o maior jogador brasileiro de todos os tempos.
| “ | Valdemar de Brito. O homem que descobriu o Pelé - diz, enchendo a bola do craque que se destacou por São Paulo, Botafogo, Flamengo e San Lorenzo de Almagro, mas que ficou mais famoso por ter revelado, como treinador do Bauru, um adolescente chamado Edson Arantes do Nascimento. | ” |

### Na Medicina
Formou-se em medicina no ano de 1935 e cursou nas principais universidades do país, entre elas a do Recife, a do Rio de Janeiro e Bahia. Pelas mãos do dr. Antônio Dourado passaram mais de cinco mil crianças nascidas no município agrestino de Lajedo, onde ele residiu e permaneceu até a morte.

### Na Política
Foi prefeito de Lajedo de 1953 até 1956 e deputado estadual por Pernambuco em quatro mandatos de 1959 até 1975.
O seu corpo foi velado na casa da família, em Lajedo e contou com a presença de lideranças políticas do estado de Pernambuco, entre eles o governador de Pernambuco Eduardo Campos que disse: “Perdemos um homem de bem, um amigo que ganhei há anos pelas mãos do meu avô”, Miguel Arraes. Lajedo sente a falta de Antônio Dourado e nós também”, disse o governador, que compareceu acompanhado da sua mãe e deputada federal Ana Arraes e do vice-governador João Lyra Neto.

## Morte
Antônio Dourado Cavalcanti morreu, à 0h25 de 16 de abril de 2010, em sua casa aos 100 anos de idade. Ele foi vítima de falência múltipla dos órgãos.